# 地球時
地球時（ちきゅうじ、英語: Terrestrial Time: TT）は、国際天文学連合(IAU)によって定義された現代の天文学の時刻系であり、主に地球表面からの天文観測の時間測定のために使用される。例えば、Astronomical Almanacは、地球から見た太陽、月、惑星の位置（天体暦）の表にTTを使用している。 この役割においてTTは、暦表時 (Ephemeris Time: ET) の後継である地球力学時 (Terrestrial Dynamical Time: TDT, TD) の継続である。TTは、地球の回転の不規則さからの解放という、ETが設計された当初の目的を共有している。
TTの単位は国際単位系(SI)の秒であり、その定義は現在セシウム原子時計に基づいているが、TT自体は原子時計によって定義されていない。TTは理論上のものであり、現実の時計では近似しかできない。
TTは、常用の目的のために使用される時間尺度である協定世界時 (UTC) とは異なる。TTは、国際原子時 (TAI) を経由して間接的にUTCの基礎をなしている。TAIとETの歴史的な相違により、TTが導入された時点でTTはTAIよりも約32.184秒先行していた。

## 歴史
地球上の時刻系の定義は、1976年に国際天文学連合第16回総会で採択され、その後、地球力学時(TDT)と名付けられた。それは、力学時に基づき、太陽系の天体暦の時刻系であった太陽系力学時 (TDB) に対応するものである。これらの時刻系の定義はいずれも不完全だった。名称の「力学」 (dynamical) の意味についても疑問が表明された。 
1991年、第21回総会勧告4において、IAUはTDTを再定義し、「地球時」と改称した。TTは、同時にIAUによって定義された地心座標時(Geocentric Coordinate Time: TCG) によって形式的に定義された。 TTは、TCGの線形尺度であると定義され、TTの単位はジオイド（平均海面の地表）上におけるSI秒であると定義された。これは、TTとTCGとの間の正確な時間の比率は、実験によって決定されるものとして残された。ジオイド表面における重力ポテンシャルの実験的決定は、物理測地学における課題である。
2000年にIAUは、TTとTCGの時間の比を正確に 1 − 6.969290134×10−10 とすることにより、TTの定義をごくわずかに変更した（ジオイド表面で測定した場合、TCGの速度はTTの速度よりもわずかに速い。相対論的関係の節を参照）。

## 現在の定義
TTは、一定の割合で地心座標時(TCG) と異なる。形式上、以下のように定義されている。
TT = (1 − LG) TCG + E
ここで、TTとTCGはそれぞれ地球時と地心座標時のSI秒の線形カウント、LGは2つの時間スケールの速度の定数差、Eは紀元を解決する定数である（下記参照）。 LG は正確に 6.969290134×10−10 と定義されている（1991年にTTが最初に定義されたとき、LGは実験によって決定され、最良の推定値は 6.969291×10−10 であった）。
TTとTCGを結ぶ方程式は、より一般的に以下の形式となる。
TT = TCG − LG × (JDTCG − 2443144.5003725) × 86400
ここで、JDTCGはユリウス通日で表したTCG時間である。
これは変数TCGで表される生の秒数の変換に過ぎないので、この形式の式は必要以上に複雑である。ユリウス通日の使用により、元期が完全に指定される。上記の式で、元期のユリウス通日が2443144.5で与えられることが多いが、これは不正確である（ただし、乗数LGが小さいため、これはそれほど問題にならない）。2443144.5003725という値は、定義とまったく同じである。
TTとTCGの時間座標は、地球の回転に基づく不均一な時刻系から繰り越された、特定の日を指定する従来の手段を用いて指定されている。具体的には、ユリウス通日とグレゴリオ暦の両方が使用される。これらの時刻系の前身である暦表時 (ET) との継続性のため、TTとTCGはユリウス通日2443144.5 (1977-01-01T00Z) ごろにETと一致するように設定された。より正確には、TTの 1977-01-01T00:00:32.184（正確に） の瞬間とTCGの 1977-01-01T00:00:32.184（正確に） の瞬間は、国際原子時(TAI)の 1977-01-01T00:00:00.000（正確に） の瞬間と一致すると定義されている。これは、TAIに重力による時間の遅れを導入した瞬間でもある。
ユリウス通日で表されたTTとTCGは、次式によって正確かつ最も簡単に関連付けることができる。
JDTT = EJD + (JDTCG − EJD) (1 − LG)
ここで、EJDは正確に 2443144.5003725 である。

## 現示
TTは理論上の理想であり、特定の現示に依存しない。実用的な目的のためには、TTは地球系内の実際の時計によって現示されなければならない。
TTの主な現示はTAIによって提供される。1958年から運用されているTAIは、世界中に設置された数百個の原子時計の荷重平均を使い、ジオイド上での固有時の進みに一致させようとする。TAIは、原子時計群が示した読みを定期的な比較により較正し、遡及的に定義されている。TAIの評価値は、参加する時計を運営する機関によってリアルタイムでも提供される。TTが導入されたときのTAIとETの歴史的な違いのため、TTのTAIによる現示は次のように定義される。
TT(TAI) = TAI + 32.184 s
TAIは一度公開されると決して改訂されないので、その中のエラーが判明しても未修正のままである可能性がある。従って、過去のTAIのデータの再解析に基づいてTTのより良い現示を生成することが可能である。国際度量衡局(BIPM)は、1992年以来これをほぼ毎年行っている。これらのTTの現示は、発行年を示す数字をつけて「TT(BIPM08)」という形式で命名されている。それらはTT(TAI)との違いの表の形で公表されている。2016年2月現在の最新はTT(BIPM15)である。
精密計時、天文学、ラジオ放送の国際コミュニティーは、パルサーの観測に基づく新しい正確な時間尺度を作ることを検討してきた。この新しいパルサー時間尺度は、TTを計算するための独立した手段として役立ち、最終的にTAIの欠陥を特定するのに有用である。

## 近似
場合によっては、TTによって記述された時間は、TTの詳細な理論的特性が重要でない状況で処理されることもある。ミリ秒（またはそれ以上）程度の精度で十分である場合、TTは次のように近似できる。
- ミリ秒の精度でよい場合、TTは国際原子時(TAI)と同じ時間間隔で進行するとみなせる。TTはTAIよりも早く、TT≒TAI + 32.184秒と近似することができる[5]（オフセットの32.184秒は歴史的なものである[6]）。
- TTはまた、GPS時間尺度とも同じ時間間隔で進行するとみなせる。GPS時間尺度は国際原子時との一定の差（TAI-GPS時間= +19秒）を有する[7]。よって、TT ≅ GPS時間 + 51.184秒 と近似できる。
- TTは実質的に以前の暦表時(ET)の続き（ただし均一性がより正確）である。TTはETとの連続性のために設計されており[8]、それ自体がETの秒を使った較正から得られるSI秒の速度で動作する。
- TTは、ΔT = TT-UT1と呼ばれる量だけ、UT1（グリニッジ平均太陽時を補正したもの）より少し先行している。ΔTは、2015年1月1日の0時(UTC)で+67.6439秒と測定された[9]。遡及計算では、ΔTは1900年ごろにゼロに近づいていた。差異ΔTは、詳細までは予測不可能だが、増加し続けることが予想され、UT1とTTとのずれは大きくなってゆく。

## 相対論的関係
相対的に動いていて高度が異なる、異なる場所にいる観察者は、相対性理論によって記述された効果のために、お互いの時間の進み方が違って見える。その結果、TTは（理論上の理想としても）、全ての観察者の固有時に一致しない。
相対論的に言えば、TTはジオイド（本質的に平均海面）に位置する時計の固有時として記述される。しかし、TTは実際には座標時として定義されるようになった。再定義はTTを定量的に変更するのではなく、既存の定義をより正確にした。 事実上、それは、無限に高い高度に位置する概念的な観察者と比較して、特定の高さの重力による時間の遅れに関してジオイド（平均海面水準）を定義した。
TTの現在の定義は、地球から無限に離れていて（故に重力による時間の遅れの影響を受けない）、地球に対して静止している概念上の観察者の固有時である、地心座標時(TCG)の線形尺度である。TCGは主に天文学における理論的目的のために使用されている。地球表面上の観察者の視点から見ると、TCGの秒は、観察者のSI秒よりもわずかに小さい。TTに対する観察者の時計の比較は、観察者の高度に依存する。それらはジオイドで一致し、より高い標高での時計がやや速くなる。